# Nicolaas Beetsstraat (Utrecht)
De Nicolaas Beetsstraat is een straat in de buurt Hooch Boulandt, in de binnenstad in de Nederlandse stad Utrecht. De straat loopt vanaf de Catharijnesingel en eindigt bij de busbaan en het spoor. 
Zijstraten van de Nicolaas Beetsstraat zijn de Justus van Effenstraat en de Herman Gorterstraat met aan de andere kant de Hartingstraat. De lengte van deze straat is ongeveer 180 meter. De straat is vernoemd naar Nicolaas Beets; de zijstraten naar de schrijvers Justus van Effen en Herman Gorter.

## Geschiedenis
Aan de Nicolaas Beetsstraat bevindt zich het vroegere gebouw neurologie en psychiatrie (gebouw 3 genoemd) van het voormalige (S)AZU, in 1991 omgebouwd tot wooncomplex Hildebrandstaete. Het Ziekenfonds Voorzorg en Hulp bij Ziekte (VHZ) wat is ontstaan uit de Sociëteit Voorzorg (1827) en Hulp bij Ziekte (1848) vormden vanaf 1918 het Utrechtse maatschappijziekenfonds VHZ. Deze zat op de hoek van de Catharijnesingel en de Nicolaas Beetsstraat. Ook zat het voormalige Gemeentelijk Energie- en Vervoerbedrijf Utrecht (G.E.V.U.) aan de Nicolaas Beetsstraat 3; het was een voorloper van GVU. En op de hoek Nicolaas Beetsstraat en de Catharijnesingel 62 bevindt zich de Gemeentelijke Scholengemeenschap voor Middelbaar Economisch Administratief en Detailhandel onderwijs.

## Fotogalerij

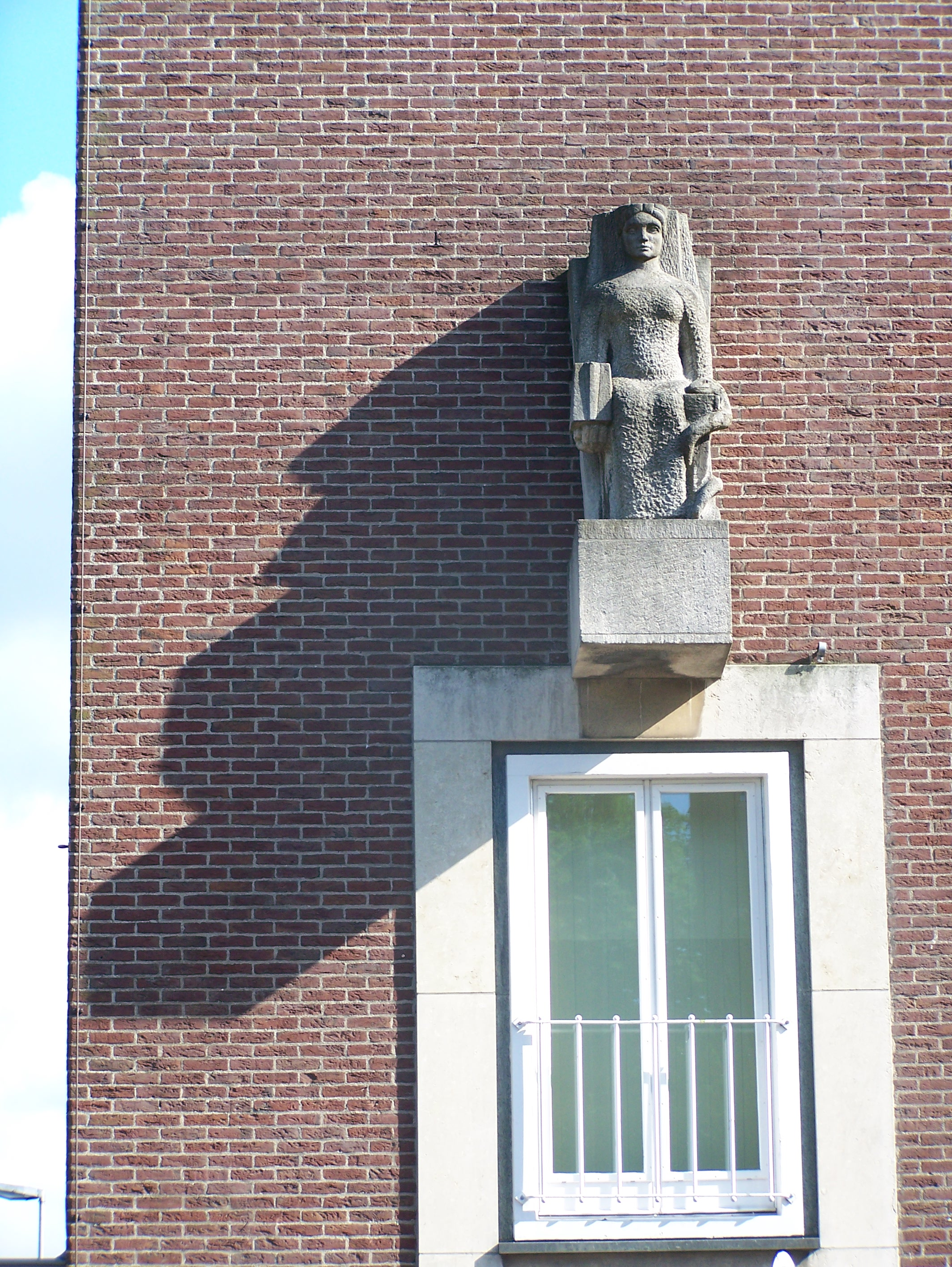
"Hygiea" gemaakt door Fieke Smit in 1960, geplaatst tegen de muur van het voormalige hoofdkantoor van de zorgverzekeraar (Voorzorg en Hulp bij Ziekte (VHZ)) aan de Nicolaas Beetsstraat.
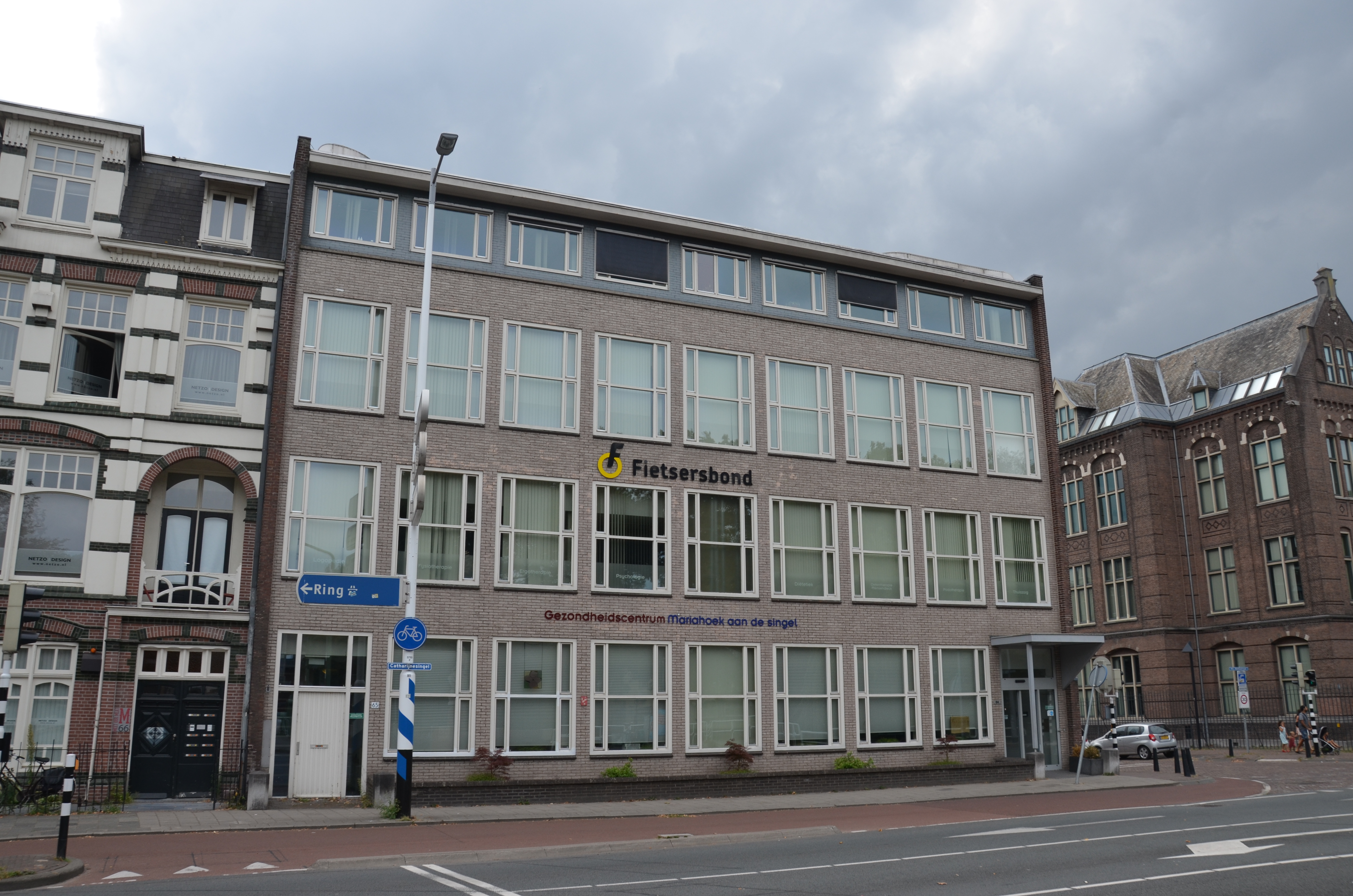
Het kantoor van de Fietsersbond hoek Catharijnesingel en de Nicolaas Beetsstraat waar vroeger Voorzorg en Hulp bij Ziekte (VHZ) in zat.